# Neoempheria ornatipennis
Neoempheria ornatipennis är en tvåvingeart som först beskrevs av Günther Enderlein 1910.  Neoempheria ornatipennis ingår i släktet Neoempheria och familjen svampmyggor. Inga underarter finns listade i Catalogue of Life.